# Bona Dea

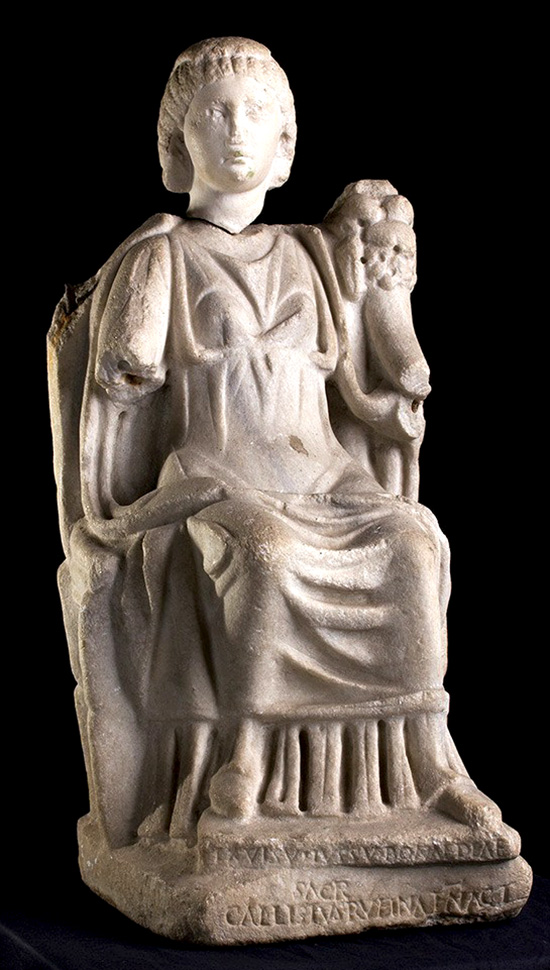
Bona Dea (escultura romana do século II)

Bona Dea ("a Boa Deusa"), na mitologia romana, era uma deusa da fertilidade e virgindade, especialmente venerada pelas matronas romanas. Filha do deus Fauno, é muitas vezes chamada de Fauna. Ela tinha um templo no monte Aventino, mas os seus rituais secretos, realizados a 4 de dezembro, eram feitos na casa de um proeminente magistrado romano. Os ritos eram conduzidos pela mulher do magistrado, que era assistida pelas virgens vestais. Só as mulheres eram admitidas e até representações de homens e animais eram removidos, e as estátuas de homens, não podendo ser removidas, eram cobertas. Nessas reuniões secretas, era proibido falar nas palavras "vinho" e "murta" porque Faunos, no passado, a tinha deixado bêbada e espancado com uma vara de murta.
Um episódio famoso na história romana ocorreu em 62 a.C. quando Clódio, às escondidas, introduziu-se  na cerimónia que estava a ser realizada na casa do pontífice máximo (pontifex maximus) da altura, Júlio César. No julgamento, Cícero destruiu o álibi de Clódio, deteriorando a sua reputação para sempre.
Ela também era uma deusa da cura e era retratada sentada num trono, segurando uma cornucópia. A cobra é seu atributo, um símbolo de cura, e serpentes foram mantidas em seu templo em Roma, indicando a sua natureza fálica. Sua imagem podia ser frequentemente encontrada em moedas.